# Ludwika de Guzman
Ludwika Guzman, hiszp. Luisa de Guzmán, port. Luísa de Gusmão (ur. 13 października 1613, w Sanlúcar de Barrameda – zm. 27 lutego 1666, w Lizbonie) – hiszpańska szlachcianka, królowa (1640–1656), a następnie regentka Portugalii (1656–1662).
Ludwika była najstarszą córką Jana Manuela Péreza de Guzmán, ósmego księcia Medina-Sidonia, i Joanny Lorenza Gómez de Sandoval y La Cerda. Jej dziadkiem był Alfons de Guzmán El Bueno, siódmy książę Medina-Sidonia, dowódca hiszpańskiej Armady. 
12 stycznia 1633 poślubiła Jana, księcia Bragança. W 1640 jej mąż został pierwszym królem Portugalii z nowej dynastii – Bragança. Mieli razem siedmioro dzieci:
- infant Teodozjusz Bragança (1634–1653), książę Brazylii i książę Bragança,
- infantka Anna Bragança (1635),
- infantka Joanna Bragança (1636–1653),
- infantka Katarzyna Henrietta Bragança (1638–1705), żona króla Anglii, Karola II Stuarta,
- infant Manuel Bragança (1640),
- infant Alfons VI (1643–1683), król Portugalii,
- infant Piotr II (1648–1706), król Portugalii.

Ludwika była ambitną kobietą i miała duży wpływ na politykę swojego męża (np. w 1640 podczas portugalskiej rewolucji przeciwko Hiszpanii, kierowała mężem, mimo że była Hiszpanką). Kiedy wydawało się, że portugalscy rewolucjoniści zwyciężą Hiszpanię, Ludwika miała przekonać męża do przyjęcia tronu Portugalii. Podobno, kiedy ostrzegano ją przed byciem królową kraju, który jest w stanie wojny z Hiszpanią, Ludwika miała powiedzieć: Antes rainha um dia que duquesa toda a vida (Wolę być królową przez jeden dzień, niż księżną przez całe moje życie). Kiedy w 1641 upadł spisek na życie króla, Ludwika domagała się stanowczo śmierci nawet tych szlachetnie urodzonych spiskowców, jak książę Caminha.
Po śmierci męża w 1656, Ludwika została regentką w imieniu swojego małoletniego syna – Alfonsa VI Zwycięskiego. Nie zrezygnowała ze swojego stanowiska, nawet kiedy jej syn dorósł, ponieważ okazało się, że jest on chory psychicznie. To ona była celem nieudanego spisku Luísa de Vasconcelos e Sousa, hrabiego Castelo Melhor. Ludwika była odpowiedzialna za dyplomatyczne sukcesy nowego przymierza z Anglią oraz reorganizację armii, która odegrała ogromną rolę w utrzymaniu i zabezpieczeniu portugalskiej niepodległości.